# آسميك أيس إنترتنمنت
آسميك أيس إنترتنمنت (بالإنجليزية: Asmik Ace)‏، هي شركة يابانية إعلامية تابعة للشركة الأم كي دي دي آي، تأسست سنة 1985، ومقرها في العاصمة اليابانية طوكيو، وهي من تنتج المحتوى الإعلامي كالمسلسلات والأفلام السينمائية وإنتاج الألعاب الإلكترونية.

## الموقع الخارجي
- الموقع الرسمي بالانكليزية